# Asclepiade di Mende
Asclepiade di Mende in Egitto (in greco Ἀσκληπιάδης; Mende, prima del I secolo d.C. ... – ...; fl. I secolo) è stato uno storico greco antico.

## Biografia
Nulla si sa della sua vita, se non che fosse egiziano, grande conoscitore della teologia egizia e che, secondo il lessico Suda, scrisse inni agli dei egizi:
(Suda, η 450 - trad. A. D'Andria)
Se si accetta l'identificazione di Asclepiade con gli autori citati da Svetonio ed Ateneo, dovrebbe essere vissuto tra l'età augustea e la prima età imperiale: forse, secondo le direttive misticheggianti ed egittofile della sua opera, nell'età giulio-claudia.

## Opere
Asclepiade avrebbe scritto almeno un paio di opere: sarebbe stato, secondo Suda, autore di un'opera sulle concordanze tra le diverse religioni, forse intitolata Θεολογούμενα, di cui Svetonio cita un frammento relativo ai prodigi sulla nascita di Augusto:
(trad. A. D'Andria)
Scrisse, inoltre, un'opera sulla storia dell'Egitto di cui Ateneo cita il sesto libro, a proposito delle mele delle Esperidi:
(trad. A. D'Andria)
Da questi scarni frammenti si intravede una figura di erudito a sfondo paradossografico, forse di tipo mistico, se va identificato con l'Asclepiade egiziano citato da Damascio a proposito dei tre Kamepheis, una trinità demiurgica egiziana.